# Port Arthur (ancienne circonscription fédérale)
Pour les articles homonymes, voir Port Arthur.
Port Arthur fut une circonscription électorale fédérale de l'Ontario, représentée de 1935 à 1979.
La circonscription de Port Arthur a été créée en 1933 d'une partie de Port Arthur—Thunder Bay. Abolie en 1976, elle fut fusionnée à Thunder Bay—Nipigon.

## Géographie
En 1933, la circonscription de Port Arthur comprenait:
- Les parties des territoires des districts d'Algoma, Cochrane, Kenora et Thunder Bay, non inclus dans les circonscriptions d'Algoma-Ouest, Cochrane, Fort-William et Kenora—Rainy River

En 1966, elle comprenait:
- La cité de Port Arthur
- Les cantons d'Adrian, Blackwell, Conmee, Forbes, Fowler, Goldie, Gorham, Horne, Jacques, Laurie, MacGregor, McIntyre, McTavish, Oliver, Sackville, Sibley et Ware

## Députés
1. 1935-1957 — C.D. Howe, PLC
2. 1957-1965 — Doug Fisher, PSDC
3. 1965-1979 — Bob Andras, PLC

- PLC = Parti libéral du Canada
- PSDC = Parti social-démocratique du Canada